# Merille (Lugo)
Merille (llamada oficialmente Santa Eulalia de Merille) es una parroquia española del municipio de Orol, en la provincia de Lugo, Galicia.

## Etimología
El origen del nombre es controvertido. Probablemente proceda del latín (villa) Merildi, indicando la pertenencia a un possessor llamado Merildus. Otra hipótesis es que provenga de la raíz prerromana *mira, de origen paleoeuropeo.

## Organización territorial
La parroquia está formada por veintinueve entidades de población, constando veintiocho de ellas en el anexo del decreto en el que se aprobó la actual denominación oficial de las entidades de población de la provincia de Lugo:
- A Cabreira
- A Cadavosa
- A Igrexa
- A Revolta
- As Bodegas
- A Senra
- As Lamas
- Borreiros
- Casaído
- Cerdido
- Entreviñas
- Leborada (A Leborada)
- Loibán
- Nogarido
- O Agro
- O Cargadoiro
- O Outeiro
- O Porcado
- Os Carballos (Os Carballás)
- Os Garcías
- Os Xuncás
- O Vilar
- Pousada
- Reboredo (O Reboredo)
- Requián
- Rubeiras (Os Rubeiras)
- Vigo
- Viladóniga
- Vilares

## Demografía
| Gráfica de evolución demográfica de Merille entre 2000 y 2020 |
|                                                               |
| Datos según el nomenclátor publicado por el INE.              |